# Emilio Cárdenas
Emilio Jorge Cárdenas (Buenos Aires, 1944-11 de marzo de 2025) fue un abogado, analista internacional, político y diplomático argentino, que se desempeñó como representante permanente de Argentina ante las Naciones Unidas entre 1992 y 1996.

## Biografía
Era hijo de Emilio Cárdenas Montes de Oca y Mercedes María de Ezcurra.

## Trayectoria académica
Estudió abogacía en la Facultad de Derecho de la Universidad de Buenos Aires y en la Universidad de Míchigan, Estados Unidos. Ha ejercido la docencia en la Universidad de Buenos Aires, la Universidad Católica Argentina y en la Universidad de Illinois en Urbana-Champaign.

## Carrera
Fue funcionario de la Corporación de Empresas Nacionales, durante el tercer peronismo, entre 1974 y 1976. Posteriormente, fue asesor del Ministro de Obras Públicas de Carlos Menem, Roberto José Dromi, cumpliendo luego tareas de asesoramiento en las empresas privatizadas por Dromi. También ha representado a la Asociación de Bancos de la República Argentina, que reunía a los acreedores externos de la Argentina. Menem le ofreció la vicepresidencia del Banco Central y negociador de la deuda argentina, cargos que rechazó.
Fue representante permanente de la Argentina ante la Organización de las Naciones Unidas entre 1992 y 1996. También fue embajador en Dominica y Guyana. Dentro de su cargo en ONU, en 1997, fue nombrado Representante Personal del Secretario General Kofi Annan en Irak, y en 1999, miembro del Comité de Inversiones de las Naciones Unidas. También ha sido miembro del comité internacional asesor del Alto Comisionado de las Naciones Unidas para los Refugiados. Fue Presidente del Consejo de Seguridad en el mes de enero de 1995. Durante su gestión diplomática, colaboró en la iniciativa del presidente Menem de crear un cuerpo de Cascos Blancos destinados a llevar ayuda para combatir los efectos del hambre y la pobreza que afecta a la población de gran parte de los países poco desarrollados.
Posteriormente ha sido presidente de International Bar Association, vicepresidente ejecutivo y director ejecutivo de HSBC Bank Argentina. Ha escrito notas para el diario La Nación.
También, entre 2015 y 2025, formó parte del Consejo Académico de la Escuela de Política, Gobierno y Relaciones Internacionales de la Universidad Austral (Argentina).